# Pannon RTV
Pannon RTV is een regionaal mediabedrijf in Servië en zendt uit in de autonome provincie Vojvodina. De zenders van het bedrijf zenden uitsluitend uit in het Hongaars en richten zich op de Hongaarse minderheid in Servië.
Het bedrijf bestaat uit de volgende onderdelen:
- Pannon TV
- Pannon Rádió
- Radio Subotica (Szabadkai Rádió)

Pannon RTV is gevestigd in het Hongaars Huis in Subotica en wordt ondersteund door het Hongaarse MTVA. Er is een rechtstreekse verbinding van de studio met Boedapest. Er werken ongeveer 80 personen voor het bedrijf. Er zijn reporters in zowel Belgrado als in Boedapest. Heel Vojvodina behoort tot het uitzendgebied.

## Geschiedenis
De organisatie is voortgekomen uit het publieke station Radio Subotica (Hongaars: Szabadkai Rádió). Deze zender startte haar uitzendingen in 1968 in het Servisch, Kroatisch en Hongaars. In 2006 besloot de Servische regering dat de zender zou worden afgestoten als publiek kanaal. De stad Subotica nam de radiozender over. In 2015 werd de zender een commerciële organisatie en overgenomen door een stichting van etnische Hongaren in Servië. Deze heeft een tv zender (Pannon TV), en twee radiostations (Pannon Rádió voor popmuziek en Szabadkai Magyar Rádió voor nieuws, cultuur en achtergronden).
Pannon Tv startte haar eerste televisie-uitzendingen in 2006 en zendt ongeveer 4 a 5 uur per dag uit. Nieuws en achtergronden maar ook culturele programma's vormen de basis van de programmering.
Pannon Radio startte haar uitzendingen in 2008 en richt zich op het uitzenden van een mix aan internationale en Hongaarstalige popmuziek afgewisseld met nieuwsbulletins.

## Programma's
Pannon Tv heeft als belangrijkste ankers de nieuwsbulletins van 17:30, 20:00 en 22:00 uur. Verder zendt het diverse magazines uit over cultuur, sport, tuinieren en andere vrijetijdsbesteding. Ook produceert de zender documentaires en informeert het kijkers over de EU.